# Martin Vlado
Martin Vlado (Kassa, 1959. február 7. –) szlovák költő, író.

## Élete, munkássága
Szülővárosában végezte el a középiskolát (1978), majd sikertelenül felvételizett az orvosi karra. Ezt követően a Kassai Műszaki Egyetem kohászati karán végzett. Rövid ideig mentősként dolgozott a prágai Vinohrady kórházban, majd később a Kassai Műszaki Egyetem Fémkohászati Karának Fémformázási Tanszékén (1984–1987).
A posztgraduális tanulmányokból való kizárása után, amikor pártonkívüliként megtagadta a Kommunista Ifjúsági Szövetségben való részvételt, nem javasolták egyetemi tanári posztra. A Szlovák Tudományos Akadémia Kísérleti Kohászati Intézetében alkalmazták. 1988-ban megvédte a disszertációját. 
1989-ben oktatói pozíciót szerzett a Kassai Műszaki Egyetem Fémmegmunkáló Tanszékén, ahol jelenleg egyetemi docens. Több mint húsz eredeti tudományos és szakmai munkát publikált Szlovákiában és külföldön (Cseh Köztársaság, Nagy-Britannia). Csak 1989 után kezdte közzétenni a költeményeit. Első versei hetilapokban, kortárs költészeti magazinokban jelentek meg (Nové slovo, Dotyky, Literárny týždenník, Ilúzi, Knižná revue, Slovenské pohledy). A versei kommunikatívak, szabadversben ír, a költészete polgári hangzású, a művei a leggyakrabban a szerelemről és a halálról szólnak.

## Művei
- Prskavky / Malé básne do tmy (Pozsony, 1997)  Csillagszórók / Kis versek a sötétben
- Kafedrála / Sen ortodoxného kávičkára (Kassa, 2000) Kafedrála / Az ortodox kávéfőző álma
- Park Angelinum (Kassa, 2001)
- Muž oblačného dňa (Pozsony, 2003) Ember egy felhős napon
- Insomnia (Kassa, 2003)[3] Álmatlanság
- Obnovovanie kvetu (Pozsony, 2006) Virág megújítása

## Fordítás
- Ez a szócikk részben vagy egészben  a   Martin Vlado című szlovák Wikipédia-szócikk ezen változatának fordításán alapul.  Az eredeti cikk szerkesztőit annak laptörténete sorolja fel. Ez a jelzés csupán a megfogalmazás eredetét és a szerzői jogokat jelzi, nem szolgál a cikkben szereplő információk forrásmegjelöléseként.